# Banksia Creek
Banksia Creek är ett vattendrag i Australien. Det ligger i delstaten Queensland, omkring 360 kilometer nordväst om delstatshuvudstaden Brisbane.
I omgivningarna runt Banksia Creek växer huvudsakligen savannskog. Trakten runt Banksia Creek är nära nog obefolkad, med mindre än två invånare per kvadratkilometer. Genomsnittlig årsnederbörd är 1 163 millimeter. Den regnigaste månaden är januari, med i genomsnitt 249 mm nederbörd, och den torraste är september, med 28 mm nederbörd.